# Metro w Belgradzie
Metro w Belgradzie (serb. Београдски метро, Beogradski metro) – budowany system kolei podziemnej w stolicy Serbii. Budowa pierwszej linii rozpoczęła się w listopadzie 2021 roku od prac na terenie przyszłej zajezdni (stacji techniczno-postojowej) Makiško polje.

## Historia
Na początku XX wieku podstawą transportu publicznego w Belgradzie był tramwaj elektryczny, którego sieć rozbudowywała się stale wraz z rozwojem miasta.
W latach 20. i 30. pojawiły się pierwsze pomysły stworzenia zupełnie nowego systemu transportu publicznego w stolicy ówczesnego Królestwa SHS-metra, ponieważ tramwaje osiągnęły na najbardziej obciążonych odcinkach granice przepustowości.
W 1938 roku architekt i urbanista Ratimir D. Nikolić, analizując sytuację miejskiego transportu publicznego, stwierdził, że jedynie metro może zapewnić trwałe rozwiązanie problemów komunikacyjnych ciągle rozwijającego się miasta. W związku z tym proponuje budowę sieci składającej się z trzech linii rozchodzących się od centrum na najbardziej ruchliwych trasach. Wybuch II wojny światowej pogrzebał jednak te plany.
Po wojnie, w 1958 roku, architekt miejski Nikola Dobrović, zaproponował, w związku z rosnącą liczbą mieszkańców i samochodów w centrum, przebieg pierwszej linii metra na następującej trasie: Kalemegdan-Terazije-Slavija-Čubura.
Kolejne studium metra, pochodzące z 1968 roku, oparte na ogólnym planie urbanistycznym m. Belgradu z 1950, proponuje sieć metra na wzór radziecki, z charakterystycznym trójkątem w centrum miasta; w przypadku stolicy Jugosławii stacjami tworzącymi ten trójkąt miały być: Terazije, Tašmajdan oraz Slavija. Trasa wszystkich trzech linii miała biec głównie pod ziemią. Cała sieć miała liczyć 33 kilometry i 35 stacji. Za tę koncepcję belgradzkiego metra odpowiadał inżynier Savo Janjić.
W 1972 roku proponowano już tylko dwie linie metra, zamiast trzech.
Według kolejnego planu rozbudowy Belgradu, z 1976 roku, zakładano budowę pięciu linii, częściowo podziemnych. Na potrzeby metra planowano wybudować dwa dodatkowe mosty na rzece Sawie, a także połączenie z magistralą kolejową w rejonie stacji w Prokopie.
W 1982 roku władze miasta rezygnują z planów budowy metra ze względu na złą sytuację ekonomiczną. Postanawiają kontynuować zamiast tego rozbudowę sieci tramwajowej.
Dwie dekady później, w 2002 roku, plan urbanistyczny przewidywał budowę systemu kolei lekkiej jak i metra. 
W 2011 roku opracowanie sieci belgradzkiego metra powierzono francuskiej firmie Egis. W rok później przedsiębiorstwo wykonało studium wykonalności projektu. W opracowaniu przewidziano trzy linie:
- Linia 1 na osi wschód-zachód;
- Linia 2 na osi północ-południe;
- Linia 3 korzystająca w głównej mierze z infrastruktury dwóch pierwszych nitek, zaczynającą się na południu[9].

W ramach tego studium opracowano projekt pierwszej linii, oraz rozwiązania koncepcyjne dla linii 2 i 3. 
Linia 1 ma mieć długość 12,25 km i 22 stacje, z odgałęzieniem do zajezdni (stacji techniczno-postojowej), liczącym 6,25 km i 9 stacji-18,50 km i 31 stacji.
W kwietniu 2019 roku raport ze wstępnego studium wykonalności przygotowany przez Egis został zatwierdzony przez Komisję ds. Realizacji Metra w Belgradzie. 
Zgodnie z wcześniejszym studium wykonalności, w pierwszej fazie przewiduje się budowę dwóch linii: pierwszej o długości 21,4 km, na której znajdą się 23 stacje, oraz drugiej długości 19,2 km z 20 stacjami. 
Do listopada 2021 roku, kiedy rozpoczęła się budowa dwóch pierwszych linii, powyższe dane się zdezaktualizowały, ponieważ na linii 2 dodano 4 nowe stacje i wydłużono ją o 4,8 km, zaś z projektów linii pierwszej wykreślono 2 stacje.

## Długość linii[10]

### 1 linia
- Długość całkowita 21,4 km, z czego: 17,3 km w głębokim wykopie, 2 km w płytkim wykopie, 2,1 km na poziomie ziemi.
- 21 stacji, z czego: 17 w głębokim wykopie, 2 w płytkim wykopie, 2 na poziomie ziemi.

### 2 linia
- Długość całkowita 24 km, z czego: 22,5 km w głębokim wykopie, 1,5 km w płytkim wykopie.
- 24 stacje, z czego: 22 w głębokim wykopie, 2 w płytkim wykopie.

### 3 linia
- Długość całkowita 23 km, z czego: 21 km w głębokim wykopie, 2 km w płytkim wykopie.
- 22 stacje, z czego: 20 w głębokim wykopie, 2 w płytkim wykopie.